# Stagno di Lo Ditor
Lo stagno di Lo Ditor (Étang de Lo Ditor in francese) è una zona umida della regione Valle d'Aosta collocata nel comune di Torgnon, riconosciuta come sito di interesse comunitario per i suoi aspetti floristici e vegetazionali.

## Ambiente
La zona umida è situata al centro del vallone di Chavacour a circa 1900 metri di quota. Si tratta di un pianoro circondato da vasti lariceti e delimitato a monte da bancate di roccia. Lo stagno è alimentato, oltre che dal torrente Petit Monde, anche da sorgenti e immissari di minore importanza. Tra i micro-ambienti che costituiscono il SIC particolarmente raro e interessante è il Cratoneurion (sorgenti pietrificanti con formazione di tufi), legato alla presenza di sorgenti calcaree. Il sito occupa nel suo complesso una superficie di 22 ha.

## Flora
Tra le specie vegetali la cui presenza ha determinato la designazione a SIC dello stagno di Lo Ditor possono essere ricordate Groenlandia densa, Ranunculus aquatilis, Salix pentandra e Utricularia minor.

## Fauna
Tra l'avifauna particolarmente rilevante è la presenza di Alectoris graeca saxatilis (coturnice), Bubo bubo (gufo reale) e Tetrao tetrix (gallo forcello).

## Accesso

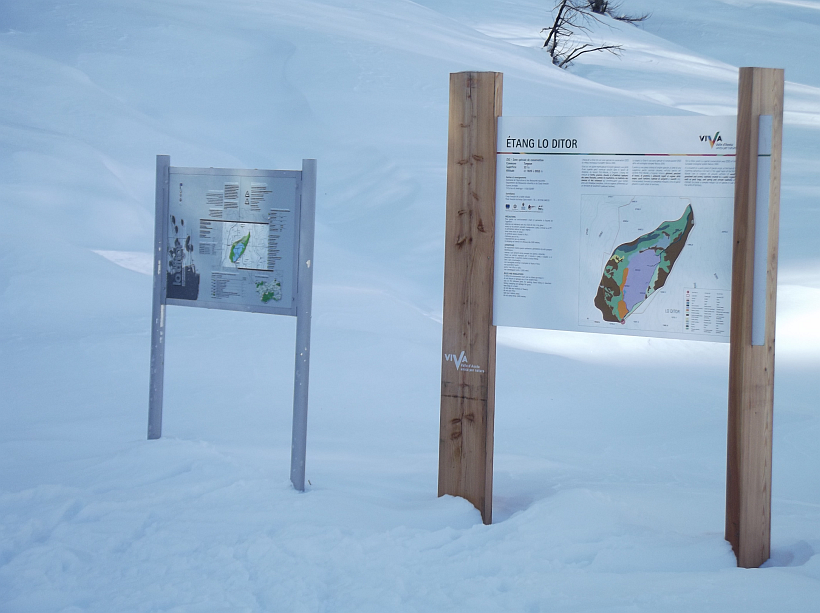
Bacheca informativa

Lo stagno è raggiungibile sia che a piedi che con un itinerario di mountain bike che permette di toccare anche lo Stagno di Loson, non troppo distante. Il percorso per mountain bike è anche consigliabile come itinerario equestre e d'inverno è toccato da una pista da sci di fondo.